# 2764 Moeller
2764 Moeller (1981 CN) là một tiểu hành tinh vành đai chính được phát hiện ngày 8 tháng 2 năm 1981 bởi N. G. Thomas ở Lowell Observatory, Trạm Anderson Mesa, gần Flagstaff, Arizona, ở Hoa Kỳ.